# Ulriksfors
Ulriksfors is een plaats in de gemeente Strömsund in het landschap Jämtland en de provincie Jämtlands län in Zweden. De plaats heeft 180 inwoners (2005) en een oppervlakte van 63 hectare. De plaats ligt aan het meer Russfjärden en de rivier de Faxälven.
Door de plaats loopt de spoorlijn Inlandsbanan, die dwars door het binnenland van een groot deel van het Noorden van Zweden loopt, ook bezit het dorp een treinstation aan deze spoorlijn dit treinstation stamt uit 1912.